# Żywiec (cerveza)
Żywiec es una marca polaca de cerveza de tipo lager. Es producida por Browar w Żywcu, perteneciente al Grupa Żywiec. Los formatos en el mercado son botellas de 0,33 l, 0,5 l y 0,65 l así como en lata de 0,5 l. La cerveza se produce en la ciudad polaca de Żywiec desde el año 1856.
Modelos de cerveza:
- Żywiec Beer - 12,5% de extracto primitivo y 5,6% de alcohol.
- Żywiec Porter (negra) - 22% de extracto primitivo y 9,5% alcohol.
- Żywiec Niskoalkoholowe (bajo alcohol) - 6,5% de extracto primitivo y 1,1% de alcohol.